# Biserici de lemn din Satu Mare
Bisericile de lemn din Satu Mare fac parte din grupul de biserici de lemn din Transilvania și din familia de biserici de lemn românești.

## Biserici de lemn
- Biserica de lemn din Bolda cu hramul Adormirea Maicii Domnului
- Biserica de lemn din Corund cu hramul Sfinții Arhangheli Mihail și Gavriil
- Biserica de lemn din Cidreag
- Biserica de lemn din Livada Mică
- Biserica de lemn din Lazuri, Satu Mare
- Biserica de lemn din Lechința
- Biserica de lemn din Lelei cu hramul Sfinții Arhangheli
- Biserica de lemn din Roșiori, dispărută.
- Biserica de lemn din Soconzel cu hramul Sfinții Arhangheli Mihail și Gavriil
- Biserica de lemn din Stâna, Satu Mare cu hramul Intrarea Maicii Domnului în Biserică
- Biserica de lemn din Tarna Mare
- Biserica de lemn din Valea Seacă, Satu Mare